# 扬尼斯·奥卡斯
扬纳基斯·「扬尼斯」·奥卡斯（希臘語：Γιάννης Οκκάς，英語轉寫：Giannakis 'Ioannis' Okkas，1977年2月11日—）是一名已退役的塞浦路斯足球前锋和足球教练。他长期担任塞浦路斯国家足球队的队长一职，是目前塞浦路斯国家足球队出场次数最多的男足运动员（103场）。而在国家队射手榜上，打进27球的奥卡斯也仅次于打进32球的米哈利斯·康斯坦丁努，排名第二。

## 俱乐部生涯
1993年，16岁的奥卡斯在新萨拉米斯开始自己的职业生涯。1997年夏天，奥卡斯以35万塞浦路斯镑的价格转会至阿诺索西斯俱乐部，并在次年对阵利马索尔阿波罗的塞浦路斯盃决赛中打进球队的第二个进球，帮助阿诺索西斯以3-1的部分最终战胜对手，捧得冠军。2000年，奥卡斯以9亿希腊德拉克马的价格加盟希臘足球超級聯賽的PAOK足球俱乐部。2003年，奥卡斯转投另一家希腊俱乐部雅典AEK。一年后，由于俱乐部陷入财政危机，奥卡斯离开雅典AEK，转会至另一家希腊俱乐部奥林匹亚科斯。在完全重建后的新卡雷斯卡基斯体育场内，奥卡斯以一个进球完成了自己的俱乐部首秀。
2007年，奥卡斯先后在西汉姆联和德比郡进行试训后，最终同西班牙的维戈塞尔塔俱乐部签约，成为首名加盟西班牙足球甲级联赛的塞浦路斯球员。2008年，奥卡斯回到塞浦路斯，加盟奥莫尼亚俱乐部。但由于和教练塔基斯·莱蒙尼斯因站位问题发生争执，他在2009年6月被解约。同年，奥卡斯又加盟了曾效力过的阿诺索西斯俱乐部，并签订了一份为期三年的合约。2014年，奥卡斯同阿诺索西斯解约后加盟了第四家也是最后一家塞浦路斯俱乐部埃尔米斯阿拉季普。在埃尔米斯阿拉季普的前两场比赛中，奥卡斯都有进球，帮助球队先后客场拿下希腊人竞技和帕拉林尼竞技联。同年，37岁的奥卡斯宣布退役。

## 国家队生涯
1997年2月15日，奥卡斯在2-3输给波兰的友谊赛中首次代表国家队出场。他参加的第一场正式比赛则是1997年3月29日进行的1998年世界杯预选赛，对手是俄罗斯。4天后，奥卡斯在1-4输给保加利亚的世预赛上打入自己的国家队处子球。
奥卡斯在2002年世界杯预选赛上为塞浦路斯打进3球，但球队最终无缘晋级正赛。2004年欧洲杯预选赛，奥卡斯在主场对阵法国的比赛中以一记轻巧的挑射为球队首开纪录，这个进球也让当时的法国门将格雷戈里·库佩无能为力。在2006年世界杯过后，奥卡斯开始担任塞浦路斯国家足球队的队长一职，并在2006年11月15日对阵德国的比赛中首开纪录，帮助球队最终战平实力强劲的对手。
2011年8月10日，奥卡斯在对阵摩尔多瓦的友谊赛中第100次代表国家队出场。他也是到目前为止唯一一名代表塞浦路斯出场次数达到100场的球员（截至2016年7月）。2011年10月11日，奥卡斯在奥斯陆客场迎战挪威的2012年欧洲杯预选赛H组比赛中第103次，也是最后一次代表国家队出场。他在那场比赛中打进了自己的第27个，也是最后一个国家队进球。2012年3月2日，奥卡斯宣布退出国家队。他是塞浦路斯国家足球队出场次数最多，进球数第二多的足球运动员。

## 数据统计

### 国际赛事出场
| 塞浦路斯 | 塞浦路斯 | 塞浦路斯 |
| 年份     | 出场     | 进球     |
| -------- | -------- | -------- |
| 1997     | 8        | 1        |
| 1998     | 5        | 1        |
| 1999     | 9        | 0        |
| 2000     | 9        | 3        |
| 2001     | 9        | 3        |
| 2002     | 6        | 2        |
| 2003     | 7        | 0        |
| 2004     | 5        | 2        |
| 2005     | 6        | 1        |
| 2006     | 7        | 3        |
| 2007     | 10       | 5        |
| 2008     | 5        | 0        |
| 2009     | 8        | 3        |
| 2010     | 4        | 2        |
| 2011     | 5        | 1        |
| 总计     | 103      | 27       |

### 国际赛事进球
| #   | 日期           | 地點               | 對手       | 入球 | 比數 | 比賽               |
| --- | -------------- | ------------------ | ---------- | ---- | ---- | ------------------ |
| 1.  | 1997年4月2日   | 保加利亚，索菲亚   | 保加利亚   | 3-1  | 4-1  | 1998年世界杯预选赛 |
| 2.  | 1998年2月5日   | 塞浦路斯，利马索尔 | 芬兰       | 1-1  | 1-1  | 友谊赛             |
| 3.  | 2000年2月6日   | 塞浦路斯，尼科西亚 | 羅馬尼亞   | 1-0  | 3-2  | 塞浦路斯国际邀请赛 |
| 4.  | 2000年11月15日 | 塞浦路斯，利马索尔 | 安道尔     | 1-0  | 5-0  | 2002年世界杯预选赛 |
| 5.  | 2000年11月15日 | 塞浦路斯，利马索尔 | 安道尔     | 2-0  | 5-0  | 2002年世界杯预选赛 |
| 6.  | 2001年2月28日  | 塞浦路斯，拉纳卡   | 乌克兰     | 1-1  | 4-3  | 塞浦路斯国际邀请赛 |
| 7.  | 2001年3月28日  | 塞浦路斯，利马索尔 | 爱沙尼亚   | 2-0  | 2-2  | 2002年世界杯预选赛 |
| 8.  | 2001年11月14日 | 希腊，雅典         | 希腊       | 0-1  | 1-2  | 友谊赛             |
| 9.  | 2002年9月7日   | 塞浦路斯，尼科西亚 | 法國       | 1-0  | 1-2  | 2004年欧洲杯预选赛 |
| 10. | 2002年11月20日 | 塞浦路斯，尼科西亚 | 馬爾他     | 2-0  | 2-1  | 2004年欧洲杯预选赛 |
| 11. | 2004年10月9日  | 塞浦路斯，尼科西亚 | 法罗群岛   | 2-2  | 2-2  | 2006年世界杯预选赛 |
| 12. | 2004年11月17日 | 塞浦路斯，尼科西亚 | 以色列     | 1-1  | 1-2  | 2006年世界杯预选赛 |
| 13. | 2005年3月26日  | 塞浦路斯，拉纳卡   | 约旦       | 2-0  | 2-1  | 友谊赛             |
| 14. | 2006年3月1日   | 塞浦路斯，利马索尔 | 亞美尼亞   | 1-0  | 2-0  | 友谊赛             |
| 15. | 2006年10月11日 | 威尔士，加迪夫     |            | 3-1  | 3-1  | 2008年欧洲杯预选赛 |
| 16. | 2006年11月15日 | 塞浦路斯，尼科西亚 | 德国       | 1-1  | 1-1  | 2008年欧洲杯预选赛 |
| 17. | 2007年2月6日   | 塞浦路斯，利马索尔 | 匈牙利     | 2-0  | 2-1  | 塞浦路斯国际邀请赛 |
| 18. | 2007年8月22日  | 圣马力诺，塞拉瓦莱 | 圣马力诺   | 0-1  | 0-1  | 2008年欧洲杯预选赛 |
| 19. | 2007年9月8日   | 塞浦路斯，阿克纳   | 亞美尼亞   | 2-1  | 3-1  | 友谊赛             |
| 20. | 2007年10月13日 | 塞浦路斯，尼科西亚 |            | 1-1  | 3-1  | 2008年欧洲杯预选赛 |
| 21. | 2007年10月13日 | 塞浦路斯，尼科西亚 | 2-1        |      | 3-1  | 2008年欧洲杯预选赛 |
| 22. | 2009年2月11日  | 塞浦路斯，尼科西亚 | 斯洛伐克   | 3-0  | 3-2  | 塞浦路斯国际邀请赛 |
| 23. | 2009年9月9日   | 黑山，波德戈里察   | 蒙特內哥羅 | 1-1  | 1-1  | 2010年世界杯预选赛 |
| 24. | 2009年10月14日 | 意大利，帕尔马     | 義大利     | 0-1  | 3-2  | 2010年世界杯预选赛 |
| 25. | 2010年9月3日   | 葡萄牙，基馬拉斯   | 葡萄牙     | 3-3  | 4-4  | 2012年欧洲杯预选赛 |
| 26. | 2010年10月8日  | 塞浦路斯，尼科西亚 | 挪威       | 1-2  | 1-2  | 2012年欧洲杯预选赛 |
| 27. | 2011年10月11日 | 挪威，奥斯陆       | 挪威       | 2-1  | 3-1  | 2012年欧洲杯预选赛 |

## 教练生涯
奥卡斯2014年退役之后成为了埃尔米斯阿拉季普的助理教练。2015年3月，奥卡斯接替米切尔·范德加格，正式成为埃尔米斯阿拉季普的主教练。但两个月后的5月11日，奥卡斯就被解职。

## 荣誉
阿诺索西斯
- 塞浦路斯足球甲级联赛：1997-98、1998-99、1999-2000
- 塞浦路斯盃：1997-98
- 塞浦路斯超級盃：1998、1999

PAOK
- 希臘足球盃：2000-01、2002-03

奥林匹亚科斯
- 希臘足球超級聯賽：2004-05、2005-06、2006-07
- 希臘足球盃：2004-05、2005-06